# جاي راسيل تاونسند
جاي راسيل تاونسند (بالإنجليزية: J. Russell Townsend)‏ هو مدرب كرة سلة أمريكي، ولد في 1 أكتوبر 1884 في مقاطعة تاما في الولايات المتحدة، وتوفي في 1969 في إنديانابوليس في الولايات المتحدة.

## وصلات خارجية
- جاي راسيل تاونسند على موقع كلية كرة السلة في سبورتس رفرنس.كوم (الإنجليزية)